# Cheiloclinium habropodum
Cheiloclinium habropodum là một loài thực vật có hoa trong họ Dây gối. Loài này được A.C.Sm. mô tả khoa học đầu tiên năm 1950.